# La ville est à nous

La ville est à nous est un documentaire français réalisé par Serge Poljinsky en 1976.
Le film a contribué à faire prendre conscience des ravages produits par une spéculation immobilière qui chasse les personnes aux revenus modestes du centre des villes, les éloignant de leur cadre de vie, de leurs habitudes et de leur tissu relationnel.

## Synopsis
Avec le journaliste de TF1 Philippe Madelin, auteur de Dossier I comme immobilier, le cinéaste s'est appuyé sur les témoignages des habitants expulsés de Paris, en vue de reconstituer les divers processus employés pour les évictions de la population modeste, âgée et fragilisée. C'est donc dans un souci de justice sociale que le cinéaste a surmonté tous les obstacles qui peuplaient ce « chemin de Damas », parvenant à délivrer une œuvre véritable, saluée par l'ensemble de la critique.
Actuellement ce film est disponible au Forum des Images, à l'endroit même où bien des séquences ont été tournées, puisqu'à l'époque c'était encore le « trou des Halles ».
Le renouvellement des droits, depuis 1976 à nos jours, indique tout l'intérêt pour ce film qui a été sélectionné par la Quinzaine des réalisateurs au Festival de Cannes 1976.

## Distribution
- Jean Brassat : Henri Chapot
- Marika Green : Caroline Chapot
- Jacques Ebner : le député
- Bernard Valdeneige : William Borderie
- Daniel Langlet : Patrick Auclair
- Bernard Spiegel : Christophe Mallaud
- Raymond Meunier : Léonard Bertrand
- Jacques Canselier : Hernandez
- Josée Yanne : Nicole